# Каспер Несецький

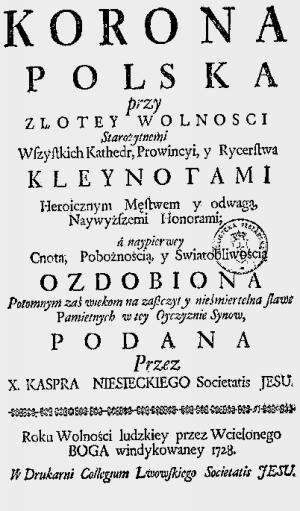
«Korona Polska…», Львів, 1728

Ка́спер Несе́цький (або Нєсєцький, пол. Kasper Niesiecki; 31 грудня 1682 — 9 липня 1744) — польський католицький священник-єзуїт, історик, дослідник генеалогії та геральдики, лексикограф, теолог. Член Товариства Ісуса (з 1699). Автор 4-томної «Корони польської» (1728—1743), фундаментальної праці, присвяченої геральдиці Речі Посполитої.

## Біографія
Точного місця народження Каспера Несецького досі не вдалося встановити. З єзуїтських каталогів можна припустити, що він походив з Великопольщі, ймовірно, з села Несетіно поблизу Лодзі, хоча Несецькі ніколи не були власниками цього села. Достеменно не відомо, чи був Несецький шляхетського походження і чи володів приписуваним йому гербом «Порай»; у власний гербовник Несецький свого прізвища не вніс.
Джерела часто наводять різні дати його дня народження, смерті, вступу в орден та прийняття орденських обітниць. У підсумку прийняті ті, які виступали найчастіше, або були хронологічно близькі до описуваних подій: народився 31 грудня 1682 року, в орден вступив 2 вересня 1699 р., першу орденську обітницю прийняв 22 липня 1701 р., священиче рукоположення прийняв у червні 1710 р., прийняті ним чотири орденські обітниці склав у віці 35-и років, а саме — 19 березня 1717, помер — 9 червня 1744 у віці 62 років у Красноставі.
1699–1701 роки провів у послушництві у Кракові, потім протягом трьох років вивчав філософію в Любліні. Протягом трьох наступних років (1704—1707) вивчав в класах інфіму, граматику, поетику в Луцьку, Любліні та Кросні. В 1707—1711 роках вивчав теологію у Кракові, а потім ще протягом року орденське право на так званій третій пробації в Ярославі. У 1712—1714 роках перебував по черзі в Бидгощі і Хойніце, де був професором риторики і поетики, літописцем колегії, членом ради колегії, секретарем засідань ради, а також духівником. 1714/1715 навчальний рік провів у Каліші, викладаючи риторику і математику, там же служив управителем. У 1715–1723 роках Несецький перебував у Раві Мазовецькій (1715/1716), Кракові (1716/1717; 1721/1722), Любліні (1717—1718), Калуші (1718—1719), Львові (1719/1720; 1722/1723) і Красноставі (1720/1721), скрізь виконуючи обов'язки проповідника.
З 1724 року переїхав до Красностава, в 1726 році виконуючи тут обов'язки регента семінару, префекта костелу, був професором духовної теології. З 1727 року був керуючим костелу і пастирем. У 1740 році ненадовго поїхав із Красноставу і протягом року завідував шляхетським конвіктом у Сандомирі. У 1741 році повернувся до Красностава, де до 1744 року був радником ректора, а також займався душпастирством.
Крім згаданих уже раніше місцевостей, Несецький, найімовірніше, відвідав Брест-Литовський, Гданськ, Єнджеюв, Лежайськ, Ловіч, Межиріч, Пельплін, Суха-Бескідзка, Торунь, Варшаву, Замостя. Часто заглядав до Львова, щоб доглянути за виданням гербовника. До Кракова виїжджав проголошувати говіння і екзорти. З його кореспонденції встановлено, що він листувався з Юзефом Александром Яблоновським, а також з сімейством Прозорів. Крім того, кілька тижнів перебував у Самборі в 1729 році, під час похоронних заходів мазовецького воєводи Станіслава Хоментовського (пом. 1728). Фрагмент рукопису «Корони Польської» (можливо, й інші матеріали Несецького), потрапив до приватної бібліотеки Залуських, але до наших днів не зберігся.
Не збереглося також жодного зображення самого Каспера Несецького.
У паперах ротмістра Симона Репліна Вояківського, придворного короля Станіслава Лещинського, міститься наступна характеристика Несецького: «помірного зросту, чорноволосий, риси обличчя благородні, говорив гладко і був у всіх предметах історій, яких торкався, дуже спритним». Несецький любив працювати вечорами. Розбирався в будівництві та вільні хвилини проводив на будмайданчику єзуїтського костелу у Львові. Вів хороший і чіткий особистий журнал, здійснював опис кореспонденції. Вояківський у своїх паперах посилався на особисте знайомство з Несецьким: "я близько знав його, зустрічав у покоях у великих панів, часто сильно стурбованого, тому що великі прикрощі і негодяйства замість подяки від різних турбот від шляхти випробував, а оскільки був великий холерик, багато чого це його оминало ". Далі Вояківський писав про гоніння на Несецького, описуючи такі випадки, «що, коли шляхтич входив зі скаргою, той, що бере, питав, чи не на Несецького часом», так само описував випадок вибиванням шибок в Красноставі і про конфлікт з воєводою волинським Міхалом Потоцьким, який «йому раз у себе вказав йому на двері». Всі ці прикрощі частково і привели до смерті геральдиста.

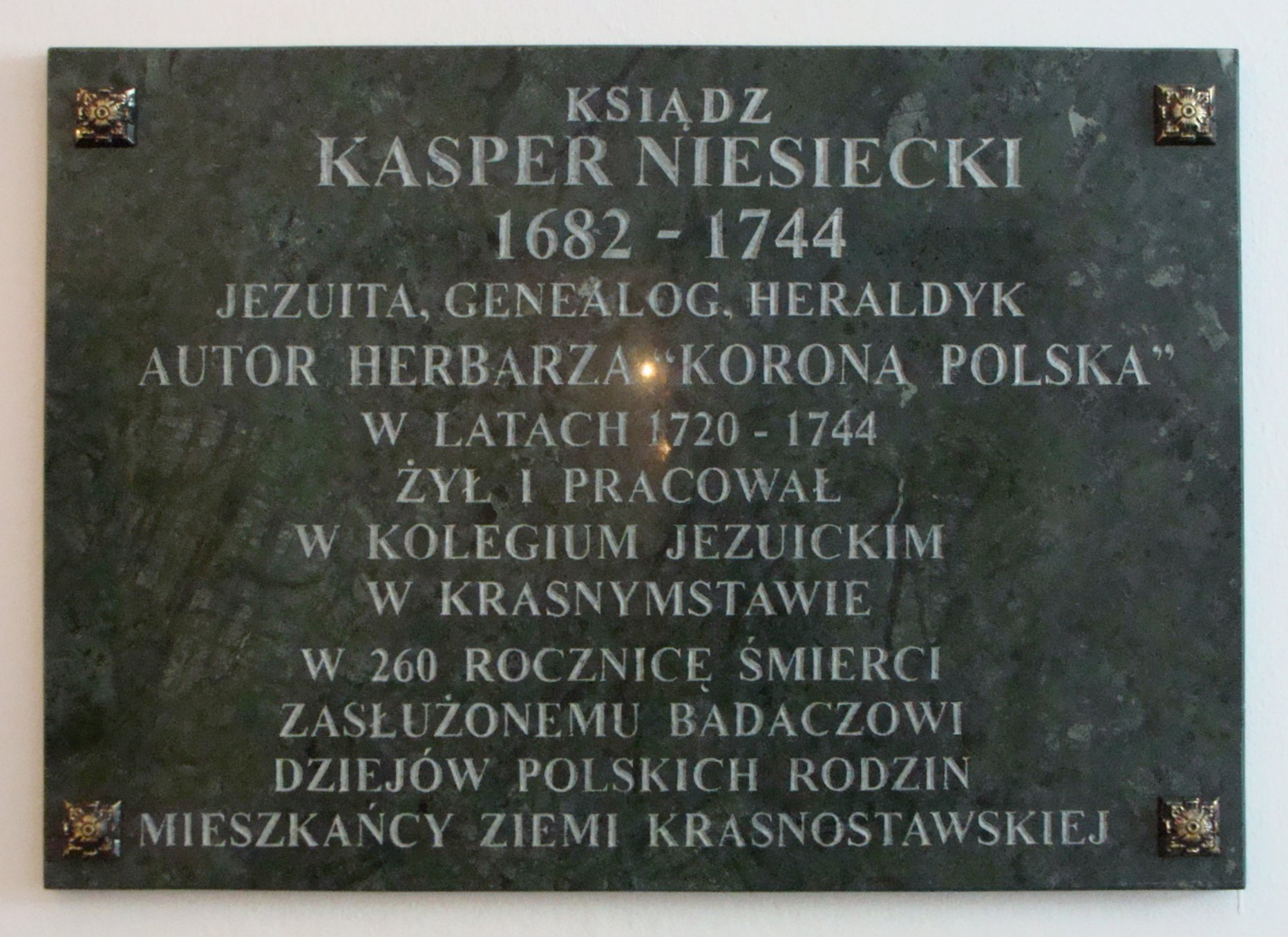
Пам'ятна дошка К. Несецькому на колишньому єзуїтському колегіумі. Красностав, Польща.

Єзуїтський геральдист був похований у костелі єзуїтів у Красноставі. 21 травня 1849 року в костелі обвалився купол, заваливши могили. З кореспонденції, яку Несецький мав вести, працюючи над гербовником, збереглися тільки три листи, підписані єпископом Юзефом Анджеєм Залуським, працівником Національної Бібліотеки у Варшаві, також лист від 13 жовтня 1740, спрямований Михайлові Казимирові Радзівіллу «Рибоньці».).

## Праці
Уклав гербовник «Корона польська» (томи 1-4, Львів, 1728–1743), де подано матеріали про шляхетські родини:
- tom 1 [Архівовано 7 січня 2016 у Wayback Machine.] (1728)
- tom 2 [Архівовано 7 січня 2016 у Wayback Machine.] (1738)
- tom 3 [Архівовано 22 серпня 2015 у Wayback Machine.] (1740)
- tom 4 [Архівовано 5 липня 2015 у Wayback Machine.] (1743).

### Видання
- Niesiecki Kasper. Korona Polska przy Złotey Wolności Starożytnemi Wszystkich Kathedr, Prowincyi y Rycerstwa Kleynotami Heroicznym Męstwem y odwagą, Naywyższemi Honorami a naypierwey Cnotą, Pobożnością y Swiątobliwością Ozdobiona… — Lwów: w drukarni Collegium Lwowskiego Societatis Jesu, 1728—1743. — T. 1—4. (пол.)
- Niesiecki Kasper. Herby y familie rycerskie tak w Koronie jako y Wielkim Xięstwie Litewskim zebrane przez X. Kaspra Niesieckiego. — T. 1—3. — Lwow : w drukarni Collegium Lwowskiego Societatis Jesu, 1728—1740. (пол.)
- Niesiecki Kasper. Herbarz polski Kaspra Niesieckiego S. J. powiększony dodatkami późniejszych autorów, rękopismów, dowodów urzędowych. [Архівовано 4 серпня 2012 у Wayback Machine.] — Lipsk : Wydanie Jana Nep. Bobrowicza, 1839—1845. — T. 4—10.